# Coast (Hailee Steinfeld)
Coast è un singolo della cantante statunitense Hailee Steinfeld, pubblicato il 29 luglio 2022.

## Descrizione
Il brano, prodotto da Koz, ha visto la partecipazione vocale del cantante statunitense Anderson .Paak.

## Video musicale
Il videoclip, diretto da Anderson .Paak, è stato pubblicato l'11 novembre 2022 attraverso il canale YouTube della cantante.

## Tracce
Testi e musiche di Hailee Steinfeld, Stephen Kozmeniuk, Mikky Ekko, Gabe Simon e Brandon Paak Anderson.
1. Coast – 2:46

Tracce nell'edizione Coast (Acoustic)
1. Coast (Acoustic) – 2:46
2. Coast – 2:46

Tracce nell'edizione 2023 SunKissing
1. SunKissing – 2:57 (Hailee Steinfeld , Glen Garth, Phil Garth e Stephen Kozmeniuk)
2. Coast – 2:46 (Hailee Steinfeld, Stephen Kozmeniuk, Mikky Ekko, Gabe Simon e Brandon Paak Anderson)